# Coniopteryx (Xeroconiopteryx) papuensis
Coniopteryx (Xeroconiopteryx) papuensis is een insect uit de familie van de dwerggaasvliegen (Coniopterygidae), die tot de orde netvleugeligen (Neuroptera) behoort. 
Coniopteryx (Xeroconiopteryx) papuensis is voor het eerst wetenschappelijk beschreven door Meinander in 1990.